# Arthroleptis tanneri
Espèce
Statut de conservation UICN

 EN B1ab(iii) : En danger
Arthroleptis tanneri est une espèce d'amphibiens de la famille des Arthroleptidae.

## Répartition
Cette espèce est endémique de Tanzanie. Elle se rencontre jusqu'à 1 530 m d'altitude dans les monts Usambara occidentaux.

## Étymologie
Cette espèce est nommée en l'honneur de John Tanner.

## Publication originale
- Grandison, 1983 : A new species of Arthroleptis (Anura: Ranidae) from the West Usambara Mountains, Tanzania. Bulletin of the British Museum (Natural History) Zoology, vol. 45, p. 77-84 (texte intégral).